# Костерьово
Костерьово (на руски: Костерёво) е град в Русия, разположен в Петушински район, Владимирска област. Населението на града към 1 януари 2018 година е 8216 души.